# (16507) Fuuren
(16507) Fuuren (1990 UM2) – planetoida z pasa głównego asteroid okrążająca Słońce w ciągu 5,25 lat w średniej odległości 3,02 j.a. Odkryta 24 października 1990 roku.